# Omri Nitzan

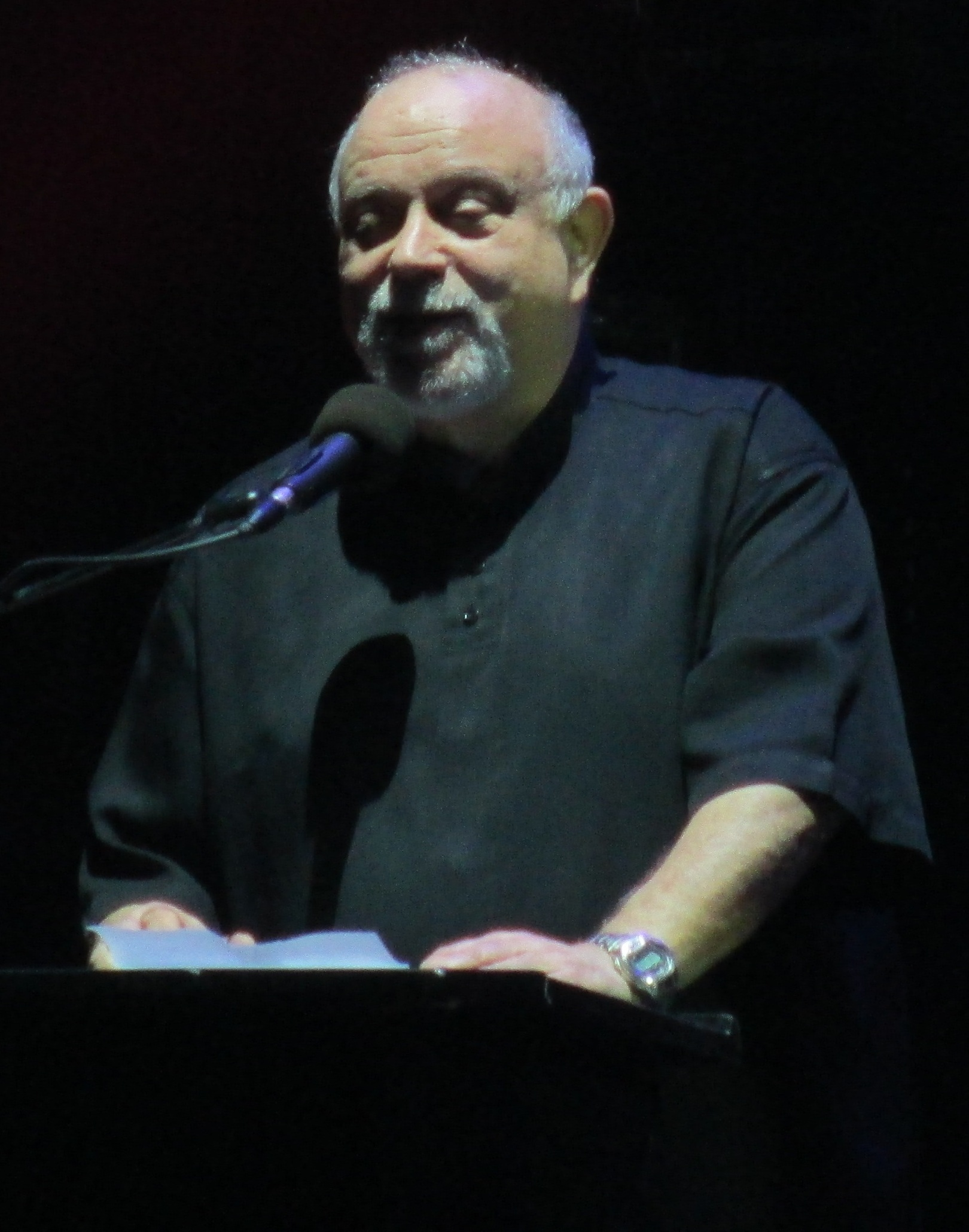
Omri Nitzan (2013)

Omri Nitzan (auch Omri Nizan; * 1950 in Tel Aviv, Israel; † 24. Juli 2021 ebenda) war ein israelischer Theaterregisseur und Preisträger des israelischen Theater-Preises.
Er war Intendant des Cameri-Theaters und zuvor u. a. Intendant des Haifaer Theaters, der Habimah und des Israel Festivals.
Omri Nitzan war Schüler des Neuen Gymnasiums in Tel Aviv.